# Fundo genético
Fundo genético, fundo génico, pool de genes ou pool genético é o conjunto de todos os alelos únicos de uma determinada população ou espécie que num dado momento ocupam uma determinada área geográfica que trocam livremente entre si os seus genes e que formarão a base para o fundo genético da geração seguinte.
Quando a composição genética da geração seguinte é determinada apenas por deriva genética, um maior fundo genético da geração parental aumenta a probabilidade da existência de variabilidade nessa geração.
É a totalidade dos genes presentes em uma determinada população de um organismo de reprodução sexuada, em um determinado momento. Quando relacionado aos recursos genéticos vegetais, geralmente, o conceito aplica-se aos membros de populações de uma mesma espécie com fertilidade comum maior devido ao relacionamento filogenético, mas situações desviantes podem ocorrer com a fertilidade comum atingindo outras espécies e até mesmo gêneros.
Segundo Richard Dawkins, os genes competem uns com os outros na "pool genética". A "pool genética" dos chimpanzés está isolada da "pool genética" do homem porque não há circulação dos genes de uma espécie para a outra. Por isso, os genes do homem não competem com os do chimpanzé.